# Čihadlo (Benešovská pahorkatina)
Čihadlo (528 m n. m.) je výrazný vrch v Benešovské pahorkatině, podcelek Dobříšská pahorkatina, okrsek Jílovská vrchovina, podokrsek Kozohorská vrchovina. Leží v trojúhelníku tvořeném obcemi Dobříš a Nový Knín a údolní nádrží Slapy. Vrchol je zalesněný, nezřetelné průhledy do krajiny jsou jen mezi stromy, pokud nejsou olistěné.

## Přístup
Na vrchol nevedou značené ani vyšlapané cesty, nicméně přístup lesem je bezproblémový. Po úbočí vede naučná stezka Kozí Hory - Libčice, k nejvyššímu bodu se stezka přibližuje až na cca 200 m.

## Okolí
Naučná stezka Kozí Hory - Libčice má osm zastávek a je zaměřená na pozůstatky těžby zlata v této lokalitě. Západně od vrcholu Čihadla lze nalézt rozsáhlé plochy porostlé rulíkem zlomocným.